# Taoudenni-bekken

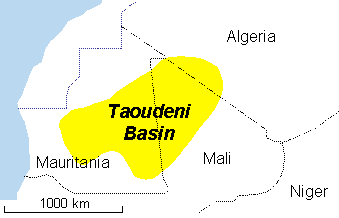
Benadering van het Taoudenni bekken

De belangrijkste West-Afrikaanse sedimentaire bekkens

Het Taoudenni-bekken is een belangrijke geologische formatie in West-Afrika, vernoemd naar het plaatsje Taoudenni in Mali. Het bekken omvat omvangrijke delen van de West-Afrikaanse kraton in Mauritanië en Mali, en trekt behoorlijk de belangstelling vanwege de mogelijke aanwezigheid van aardolie.
Het Taoudenni-bekken is het grootste sedimentaire bekken in Noordwestelijk Afrika, en is gevormd tijdens het lateproterozoïcum. De daling van het bassin zette zich voort tot in het paleozoïcum, waarna als gevolg  van een hercynische orogenese het gebied weer omhoog kwam. Het gebied bevat zo'n 6000 meter aan precambrische en paleozoïsche sedimenten, hetgeen de kans van aanwezigheid van olie zeer groot maakt. Sinds de jaren 80 vinden dan ook proefboringen in dit gebied plaats, en er zijn aanwijzingen gevonden voor de aanwezigheid van oliereserves in de laat-precambrische, silurische en laat-Devoonse sedimentlagen.. De gevonden sedimentlagen zijn het dikst in het westelijk deel van het bekken.

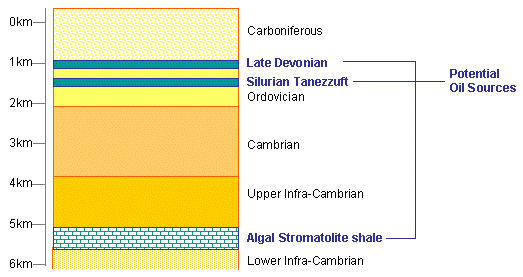
Geschatte doorsnede van het centrale Taoudenni bekken

De overheid van Mali, een van 's werelds armste landen, had graag een olie-industrie in dit gebied gezien., maar de Touareg hebben daar hun eigen ideeën over. Onder de oliemaatschappijen die in het gebied actief zijn vinden we Baraka Petroleum, Sonatrach, Eni, Total S.A., Woodside and China National Petroleum Corporation. Een eventuele winning zou als gevolg van het afgelegen en klimaattechnisch onprettige karakter van de Sahara vrij duur zijn.